# Campeonato Gaúcho de Futebol de 2012 - Série A
O Campeonato Gaúcho de Futebol de 2012, oficialmente denominado Gauchão Coca-Cola 2012, foi a 92ª edição da competição organizada pela Federação Gaúcha de Futebol. O Internacional sagrou-se campeão após vitória por 2 a 1 contra o Caxias no Estádio Beira-Rio, em Porto Alegre.
A disputa envolve dezesseis clubes distribuídos em duas chaves. A competição foi organizada em dois turnos: Taça Piratini e Taça Farroupilha. O vencedor de cada turno garantiu vaga na final da competição, que é disputada em dois jogos, sendo a segunda partida no estádio do time com melhor campanha. Caso a mesma equipe vencesse os dois turnos, seria proclamada Campeã Gaúcha de 2012, sem a necessidade das partidas finais.
Apenas o campeão e o vice da competição se classificam para a Copa do Brasil 2013 porque o Lajeadense já está classificado por ser o Vice-campeão da Copa FGF. Além disso, as duas melhores equipes que não estiverem em nenhuma outra divisão nacional se classificam para a Série D de 2012.

## Participantes
| Equipe                                          | Município         | Participação | Em 2010          | Estádio                     | Capacidade | Melhores desempenhos                            |
| ----------------------------------------------- | ----------------- | ------------ | ---------------- | --------------------------- | ---------- | ----------------------------------------------- |
| Esporte Clube Avenida                           | Santa Cruz do Sul | 9ª           | 1º da 2º divisão | Eucaliptos                  | 3.000      | 5º lugar em 1999                                |
| Canoas Sport Club                               | Canoas            | 9ª           | 14º              | Complexo Esportivo da Ulbra | 10.000     | Vice-campeão em 2004*                           |
| Cerâmica Atlético Clube                         | Gravataí          | 1ª           | 2º da 2º divisão | Vieirão                     | 8.000      | Participa pela 1º vez                           |
| Sociedade Esportiva e Recreativa Caxias do Sul  | Caxias do Sul     | 51ª          | 7º               | Centenário                  | 30.822     | Campeão em 2000                                 |
| Esporte Clube Cruzeiro                          | Porto Alegre      | 17ª          | 4º               | Estrelão                    | 1.500      | Campeão em 1929                                 |
| Grêmio Foot-Ball Porto-Alegrense                | Porto Alegre      | 70ª          | Vice-campeão     | Olímpico                    | 45.000     | 36 títulos, último em 2010                      |
| Sport Club Internacional                        | Porto Alegre      | 68ª          | Campeão          | Beira-Rio                   | 56.000     | 40 títulos, último em 2011                      |
| Esporte Clube Juventude                         | Caxias do Sul     | 50ª          | 3º               | Alfredo Jaconi              | 23.726     | Campeão em 1998                                 |
| Clube Esportivo Lajeadense                      | Lajeado           | 17ª          | 8º               | Alviazul                    | 7.000      | 4º lugar em 1991                                |
| Esporte Clube Novo Hamburgo                     | Novo Hamburgo     | 61ª          | 9º               | Estádio do Vale             | 6.000      | Vice-campeão** em 1942, 1947, 1949, 1950 e 1952 |
| Esporte Clube Pelotas                           | Pelotas           | 51ª          | 13º              | Boca do Lobo                | 23.336     | Campeão em 1930                                 |
| Futebol Clube Santa Cruz                        | Santa Cruz do Sul | 43ª          | 11º              | Estádio dos Plátanos        | 7.000      | 4º lugar em 1988                                |
| Esporte Clube São José                          | Porto Alegre      | 28ª          | 6º               | Passo D'Areia               | 13.000     | 4º lugar em 2010                                |
| Esporte Clube São Luiz                          | Ijuí              | 24ª          | 12º              | 19 de Outubro               | 8.000      | 7º em 1998 e 2010                               |
| Veranópolis Esporte Clube Recreativo e Cultural | Veranópolis       | 19ª          | 10º              | Antônio David Farina        | 5.000      | 3º lugar em 1998 e 2007                         |
| Ypiranga Futebol Clube                          | Erechim           | 24ª          | 5º               | Colosso da Lagoa            | 30.000     | 3º lugar em 1994 e 2009                         |

- * Com o nome de Sport Club Ulbra.
- ** Com o nome de Esporte Clube Floriano.

## Fórmula
Os 16 clubes participantes vão ser divididos em dois grupos.
Na Taça Piratini, correspondente ao Primeiro Turno, os times jogam contra os adversários do outro grupo, e os quatro primeiros se classificam para o enfrentamento em jogo único até a final.
Já a Taça Farroupilha, que corresponde ao Segundo Turno, as equipes jogam contra os adversários do seu grupo, com os quatro primeiros se classificando para os jogos da etapa seguinte até a decisão, sempre em jogo único.
Os times vencedores das Taças Piratini e Farroupilha fazem dois jogos finais, que definirão o Campeão Gaúcho 2012. O mando de campo do segundo jogo da fase final será da equipe que tenha obtido o melhor retrospecto técnico desde a primeira fase, com exceção dos "mata". Caso o mesmo time ganhe ambas as taças, este será declarado campeão automaticamente. Os dois últimos colocados na classificação geral serão rebaixados para a Segunda Divisão de 2013, exceto o campeão e o vice-campeão gaúcho, bem como o campeão do interior.

## Primeira fase (Taça Piratini)

### Fase de grupos
| Classificação | Classificação | Classificação | Classificação | Classificação | Classificação | Classificação | Classificação | Classificação | Classificação |
| Time | Time          | PG            | J             | V             | E             | D             | GP            | GC            | SG            |
| --- | ------------- | ------------- | ------------- | ------------- | ------------- | ------------- | ------------- | ------------- | ------------- |
| 1 | Internacional | 16            | 8             | 5             | 1             | 2             | 16            | 9             | 7             |
| 2 | Juventude     | 14            | 8             | 4             | 1             | 3             | 13            | 12            | 1             |
| 3 | São José      | 13            | 8             | 4             | 1             | 3             | 11            | 9             | 2             |
| 4 | Lajeadense    | 11            | 8             | 3             | 2             | 3             | 9             | 9             | 0             |
| 5 | Santa Cruz    | 10            | 8             | 3             | 1             | 4             | 11            | 12            | -1            |
| 6 | São Luiz      | 10            | 8             | 3             | 1             | 4             | 8             | 11            | -3            |
| 7 | Ypiranga      | 3             | 8             | 0             | 3             | 5             | 6             | 12            | -6            |
| 8 | Canoas        | 1             | 8             | 0             | 1             | 7             | 8             | 21            | -13           |
| PG – Pontos ganhos; J – Jogos; V - Vitórias; E - Empates; D - Derrotas; GP – Gols pró; GC – Gols contra; SG – Saldo de gols |               |               |               |               |               |               |               |               |               |

|  |                                        |
|  | Classificados para as quartas-de-final |

|                                           |
| Atualizado no dia 10 de Fevereiro de 2012 |

| Classificação | Classificação | Classificação | Classificação | Classificação | Classificação | Classificação | Classificação | Classificação | Classificação |
| Time | Time          | PG            | J             | V             | E             | D             | GP            | GC            | SG            |
| --- | ------------- | ------------- | ------------- | ------------- | ------------- | ------------- | ------------- | ------------- | ------------- |
| 1 | Novo Hamburgo | 17            | 8             | 5             | 2             | 1             | 13            | 4             | 9             |
| 2 | Caxias        | 17            | 8             | 5             | 2             | 1             | 12            | 5             | 7             |
| 3 | Veranópolis   | 16            | 8             | 5             | 1             | 2             | 16            | 12            | 4             |
| 4 | Grêmio        | 13            | 8             | 4             | 1             | 3             | 14            | 11            | 3             |
| 5 | Pelotas       | 9             | 8             | 3             | 0             | 5             | 7             | 13            | -6            |
| 6 | Cruzeiro-RS   | 8             | 8             | 4             | 2             | 2             | 14            | 7             | 7             |
| 7 | Cerâmica      | 8             | 8             | 2             | 2             | 4             | 9             | 14            | -5            |
| 8 | Avenida       | 8             | 8             | 2             | 2             | 4             | 10            | 16            | -6            |
| PG – Pontos ganhos; J – Jogos; V - Vitórias; E - Empates; D - Derrotas; GP – Gols pró; GC – Gols contra; SG – Saldo de gols |               |               |               |               |               |               |               |               |               |

|  |                                        |
|  | Classificados para as quartas-de-final |

|                                                                   |
| O Cruzeiro perdeu seis pontos pela escalação ilegal de um jogador |

### Fase final
|  | Quartas-de-finais        | Quartas-de-finais    |                           |       | Semifinais | Semifinais |  |  | Final | Final |
|  |                          |                      |                           |       |            |            |  |  |       |       |
|  | 22 fev., Estádio do Vale |                      |                           |       |            |            |  |  |       |       |
|  |                          |                      |                           |       |            |            |  |  |       |       |
|  | Novo Hamburgo            | 1                    |                           |       |            |            |  |  |       |       |
|  | Novo Hamburgo            | 1                    | 26 fev. - Estádio do Vale |       |            |            |  |  |       |       |
|  | Lajeadense               | 0                    |                           |       |            |            |  |  |       |       |
|  | Lajeadense               | 0                    | Novo Hamburgo             | 3     |            |            |  |  |       |       |
|  | 22 fev., Alfredo Jaconi  |                      | Novo Hamburgo             | 3     |            |            |  |  |       |       |
|  |                          | Juventude            | 2                         |       |            |            |  |  |       |       |
|  | Juventude                | Juventude            | 2                         | 3     |            |            |  |  |       |       |
|  | Juventude                |                      | 29 fev. - Estádio do Vale | 3     |            |            |  |  |       |       |
|  | Veranópolis              | 1                    |                           |       |            |            |  |  |       |       |
|  | Veranópolis              | 1                    | Novo Hamburgo             | 1 (2) |            |            |  |  |       |       |
|  | 22 fev., Beira-Rio       |                      | Novo Hamburgo             | 1 (2) |            |            |  |  |       |       |
|  |                          | Caxias               | 1 (3)                     |       |            |            |  |  |       |       |
|  | Internacional            | Caxias               | 1 (3)                     | 1     |            |            |  |  |       |       |
|  | Internacional            | 26 fev. - Centenário |                           | 1     |            |            |  |  |       |       |
|  | Grêmio                   | 2                    |                           |       |            |            |  |  |       |       |
|  | Grêmio                   | 2                    | Grêmio                    | 1 (4) |            |            |  |  |       |       |
|  | 22 fev., Centenário      |                      | Grêmio                    | 1 (4) |            |            |  |  |       |       |
|  |                          | Caxias               | 1 (5)                     |       |            |            |  |  |       |       |
|  | Caxias                   | Caxias               | 1 (5)                     | 2     |            |            |  |  |       |       |
|  | Caxias                   |                      |                           | 2     |            |            |  |  |       |       |
|  | São José                 | 0                    |                           |       |            |            |  |  |       |       |
|  | São José                 | 0                    |                           |       |            |            |  |  |       |       |

| Taça Piratini    |
| ---------------- |
| Caxias 1º Título |

## Segunda fase (Taça Farroupilha)

### Fase de grupos
| Classificação | Classificação | Classificação | Classificação | Classificação | Classificação | Classificação | Classificação | Classificação | Classificação |
| Time | Time          | PG            | J             | V             | E             | D             | GP            | GC            | SG            |
| --- | ------------- | ------------- | ------------- | ------------- | ------------- | ------------- | ------------- | ------------- | ------------- |
| 1 | Internacional | 19            | 7             | 6             | 1             | 0             | 18            | 2             | 16            |
| 2 | Canoas        | 12            | 7             | 3             | 3             | 1             | 9             | 6             | 3             |
| 3 | São José      | 11            | 7             | 3             | 2             | 2             | 9             | 10            | -1            |
| 4 | Ypiranga      | 9             | 7             | 2             | 3             | 2             | 5             | 6             | -1            |
| 5 | Juventude     | 8             | 7             | 2             | 2             | 3             | 8             | 14            | -6            |
| 6 | Lajeadense    | 7             | 7             | 1             | 4             | 2             | 7             | 8             | -1            |
| 7 | São Luiz      | 5             | 7             | 1             | 2             | 4             | 7             | 12            | -5            |
| 8 | Santa Cruz    | 4             | 7             | 1             | 1             | 5             | 8             | 13            | -5            |
| PG – Pontos ganhos; J – Jogos; V - Vitórias; E - Empates; D - Derrotas; GP – Gols pró; GC – Gols contra; SG – Saldo de gols |               |               |               |               |               |               |               |               |               |

|  |                                        |
|  | Classificados para as quartas-de-final |

| Classificação | Classificação | Classificação | Classificação | Classificação | Classificação | Classificação | Classificação | Classificação | Classificação |
| Time | Time          | PG            | J             | V             | E             | D             | GP            | GC            | SG            |
| --- | ------------- | ------------- | ------------- | ------------- | ------------- | ------------- | ------------- | ------------- | ------------- |
| 1 | Grêmio        | 18            | 7             | 6             | 0             | 1             | 20            | 5             | 15            |
| 2 | Veranópolis   | 11            | 7             | 3             | 2             | 2             | 11            | 10            | 1             |
| 3 | Pelotas       | 11            | 7             | 3             | 2             | 2             | 10            | 10            | 0             |
| 4 | Cerâmica      | 9             | 7             | 2             | 3             | 2             | 5             | 6             | -1            |
| 5 | Novo Hamburgo | 9             | 7             | 2             | 3             | 2             | 6             | 10            | -4            |
| 6 | Caxias        | 7             | 7             | 2             | 1             | 4             | 6             | 9             | -3            |
| 7 | Cruzeiro-RS   | 6             | 7             | 1             | 3             | 3             | 9             | 11            | -2            |
| 8 | Avenida       | 5             | 7             | 1             | 2             | 4             | 5             | 11            | -6            |
| PG – Pontos ganhos; J – Jogos; V - Vitórias; E - Empates; D - Derrotas; GP – Gols pró; GC – Gols contra; SG – Saldo de gols |               |               |               |               |               |               |               |               |               |

|  |                                        |
|  | Classificados para as quartas-de-final |

### Fase final
|  | Quartas-de-finais                     | Quartas-de-finais               |                                 |   | Semifinais | Semifinais |  |  | Final | Final |
|  |                                       |                                 |                                 |   |            |            |  |  |       |       |
|  | 15 de abril - 16h00 - Olímpico        |                                 |                                 |   |            |            |  |  |       |       |
|  |                                       |                                 |                                 |   |            |            |  |  |       |       |
|  | Grêmio                                | 4                               |                                 |   |            |            |  |  |       |       |
|  | Grêmio                                | 4                               | 21 de abril - 16h00 - Olímpico  |   |            |            |  |  |       |       |
|  | Ypiranga                              | 0                               |                                 |   |            |            |  |  |       |       |
|  | Ypiranga                              | 0                               | Grêmio                          | 1 |            |            |  |  |       |       |
|  | 14 de abril - 20h30 - C. Esp. Ulbra   |                                 | Grêmio                          | 1 |            |            |  |  |       |       |
|  |                                       | Canoas                          | 0                               |   |            |            |  |  |       |       |
|  | Canoas                                | Canoas                          | 0                               | 3 |            |            |  |  |       |       |
|  | Canoas                                |                                 | 29 de abril - 16h00 - Beira-Rio | 3 |            |            |  |  |       |       |
|  | Pelotas                               | 1                               |                                 |   |            |            |  |  |       |       |
|  | Pelotas                               | 1                               | Internacional                   | 2 |            |            |  |  |       |       |
|  | 14 de abril - 18h30 - Beira-Rio       |                                 | Internacional                   | 2 |            |            |  |  |       |       |
|  |                                       | Grêmio                          | 1                               |   |            |            |  |  |       |       |
|  | Internacional                         | Grêmio                          | 1                               | 3 |            |            |  |  |       |       |
|  | Internacional                         | 22 de abril - 16h00 - Beira-Rio |                                 | 3 |            |            |  |  |       |       |
|  | Cerâmica                              | 0                               |                                 |   |            |            |  |  |       |       |
|  | Cerâmica                              | 0                               | Internacional                   | 4 |            |            |  |  |       |       |
|  | 14 de abril - 16h00 - A. David Farina |                                 | Internacional                   | 4 |            |            |  |  |       |       |
|  |                                       | Veranópolis                     | 0                               |   |            |            |  |  |       |       |
|  | Veranópolis                           | Veranópolis                     | 0                               | 1 |            |            |  |  |       |       |
|  | Veranópolis                           |                                 |                                 | 1 |            |            |  |  |       |       |
|  | São José                              | 0                               |                                 |   |            |            |  |  |       |       |
|  | São José                              | 0                               |                                 |   |            |            |  |  |       |       |

| Taça Farroupilha        |
| ----------------------- |
| Internacional 4º Título |

## Final
| 6 de maio de 2012 | Caxias     | 1 x 1 | Internacional | Estádio Centenário                        |
| 16:00             | Mateus 43' |       | Oscar 56'     | Público: 12,042 Árbitro: Jean Pierre Lima |

| 13 de maio de 2012 | Internacional                       | 2 x 1 | Caxias     | Estádio Beira-Rio                               |
| 16:00              | Sandro Silva 66' Leandro Damião 71' |       | Michel 21' | Público: 39,028 Árbitro: Márcio Chagas da Silva |

## Premiação
| Campeonato Gaúcho de 2012          |
| ---------------------------------- |
| INTERNACIONAL Campeão (41º título) |

## Campeão do Interior
O Campeão do Interior não poderá ser rebaixado e classificar-se-á à Série D de 2012. Ele será declarado segundo a classificação geral da competição. Esta equipe não poderá ser da dupla Grenal.
| Campeão do Interior                                         |
| Veranópolis                                                 |
| Veranópolis Esporte Clube Recreativo e Cultural (3º título) |
| ----------------------------------------------------------- |

## Classificação geral
| Classificação | Classificação | Classificação | Classificação | Classificação | Classificação | Classificação | Classificação | Classificação | Classificação |
| Time | Time          | PG            | J             | V             | E             | D             | GP            | GC            | SG            |
| --- | ------------- | ------------- | ------------- | ------------- | ------------- | ------------- | ------------- | ------------- | ------------- |
| 1 | Internacional | 35            | 15            | 11            | 2             | 2             | 34            | 11            | 23            |
| 2 | Caxias        | 24            | 15            | 7             | 3             | 5             | 18            | 14            | 4             |
| 3 | Grêmio        | 31            | 15            | 10            | 1             | 4             | 34            | 16            | 18            |
| 4 | Veranópolis   | 27            | 15            | 8             | 3             | 4             | 27            | 22            | 5             |
| 5 | Novo Hamburgo | 26            | 15            | 7             | 5             | 3             | 19            | 14            | 5             |
| 6 | São José      | 24            | 15            | 7             | 3             | 5             | 20            | 19            | 1             |
| 7 | Juventude     | 22            | 15            | 6             | 4             | 5             | 21            | 26            | -5            |
| 8 | Pelotas       | 20            | 15            | 6             | 2             | 7             | 17            | 23            | -6            |
| 9 | Lajeadense    | 18            | 15            | 4             | 6             | 5             | 16            | 17            | -1            |
| 10 | Cerâmica      | 17            | 15            | 4             | 5             | 6             | 14            | 20            | -6            |
| 11 | São Luiz      | 15            | 15            | 4             | 3             | 8             | 15            | 23            | -8            |
| 12 | Cruzeiro      | 14            | 15            | 5             | 5             | 5             | 23            | 18            | 5             |
| 13 | Santa Cruz    | 14            | 15            | 4             | 2             | 9             | 19            | 25            | -6            |
| 14 | Canoas        | 13            | 15            | 3             | 4             | 8             | 17            | 27            | -10           |
| 15 | Avenida       | 13            | 15            | 3             | 4             | 8             | 15            | 27            | -12           |
| 16 | Ypiranga      | 12            | 15            | 2             | 6             | 7             | 11            | 18            | -7            |
| PG – Pontos ganhos; J – Jogos; V - Vitórias; E - Empates; D - Derrotas; GP – Gols pró; GC – Gols contra; SG – Saldo de gols |               |               |               |               |               |               |               |               |               |

|  |                                                                                 |
|  | Campeão do Gauchão 2012 e classificado para Copa do Brasil de 2013,             |
|  | Campeão da Taça Piratini                                                        |
|  | Campeão da Taça Farroupilha                                                     |
|  | Campeão do Interior e Classificado para o Campeonato Brasileiro 2012 - Série D. |
|  | Rebaixados à Série B de 2013                                                    |

Para a classificação geral, são contados apenas pontos das fases de grupos, ignorando, portanto, as fases eliminatórias.
Observação: Grêmio e Internacional já têm vaga garantida no Campeonato Brasileiro - Série A.